# سرخيو سانتانا
سرخيو أليخاندرو سانتانا بيدرا (بالإسبانية: Sergio Santana) (مواليد 10 أغسطس 1979 في بروخريسو ريو غراندي) لاعب كرة قدم مكسيكي دولي يجيد اللعب في خط الهجوم . يلعب حاليا لصالح نادي مونتيري المكسيكي من سنة 2009 .

## روابط خارجية
- سرخيو سانتانا على موقع الاتحاد الدولي (مؤرشف)  (الإنجليزية)
- سرخيو سانتانا على موقع قاعدة بيانات كرة القدم.إي يو (الإنجليزية)
- سرخيو سانتانا على موقع ناشيونال فوتبول تيمز (الإنجليزية)
- سرخيو سانتانا على موقع Soccerway.com (الإنجليزية)